# Конституція Ірану 1906 року
Перша конституція Ірану була написана та затверджена в двох текстах в 1906 та 1907 роки внаслідок конституційної революції 1905 року.
Перший текст, затверджений в 1906 році, складався з 51 статей та містив 5 глав, де перші чотири глави проголошують створення «Маджліс-і шаура-йі міллі» (Збори національної ради), визначають основні права та обов'язки Маджліса, принципи його роботи; 5-та глава передбачає створення верхньої палати парламенту — сенату.
Другий текст, або «Доповнення до Основного закону», був затверджений в 1907 році та складався з 10 глав.
Обидва тексти містять 158 статей та протягом наступних 72 років, до Ісламської революції 1979 року, служили головним джерелом основних прав в Ірані.
Однак, протягом цього часу до тексту Першої конституції Ірану було внесено ряд змін.